# Birra di Dobbiaco

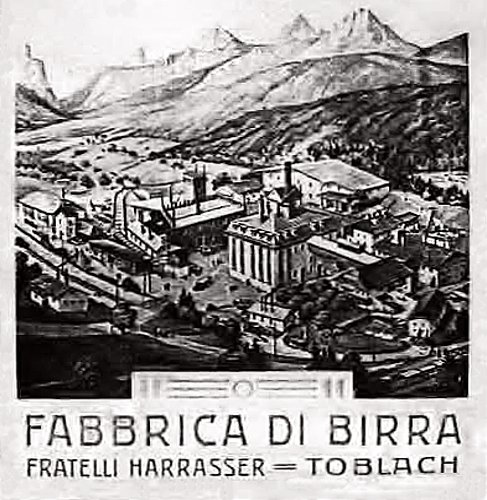
Illustrazione della birreria Rienza (circa 1892)

La birra di Dobbiaco fu una birra prodotta dal 1837 fino allo scoppio della prima guerra mondiale nel comune di Dobbiaco.

## Storia
All'interno del territorio comunale di Dobbiaco esistevano due birrifici, uno presso la frazione storica Rienza un secondo invece presso l'ex frazione di Landro.

### Birrificio Rienza

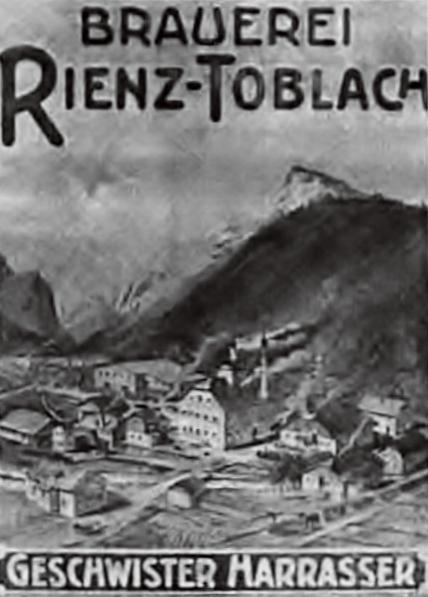
Litografia del 1910 del birrificio Harrasser

Il birrificio Rienza fu quello che in seguito divenne maggiormente noto e di cui si hanno accenni della sua produzione fin dal 1837, quando il mastro birraio Josef Panzl proveniente dall'allora Windisch-Matrei (oggi Matrei in Osttirol) acquisì l'area dove si trovava anche un mulino ad acqua sul torrente Rienza, il quale concedeva altre alle ottime condizioni per quanto riguarda la presenza della materia prima (l'acqua) anche la forza motrice. Uno dei motivi principali del suo successo all'epoca fu l'apertura nel 1829 della strada imperiale che raggiungeva la Valle d'Ampezzo, che diede la possibilità all'impresa di vendere i propri prodotti non solo nei territori dell'Impero austro-ungarico, ma anche nell'allora Italia settentrionale.
Purtroppo Josef Panzl a causa dell'eccessivo indebitamento, già il 4 aprile 1840 dovette cedere l'attività al figlio del mastro birraio Josef Reichholf di Mittersill, Johann Reichholf. Egli iniziò a commercializzare la birra anche grazie allo spedizioniere di Villabassa Johann Harrasser, che in seguito divenne uno dei proprietari dell'azienda. Purtroppo anche l'attività di Reichholf ebbe vita breve, e l'azienda ritornò alla famiglia fondatrice ovvero a Maria Hausbacher in Panzl. In seguito la signora Hausbacher andò in sposa a Josef Hellensteiner che era il mastro postale presso Villabassa, e divenne l'oste dell'albergo Aquila Nera (Schwarzer Adler). Negli anni a seguire, il birrificio Rienza passò in diverse mani, tra cui quelle di Lorenz Meilinger, che da affittuario passò ad esserne il proprietario nel 1850. Due anni dopo la sua morte, ovvero nel 1867, lo spedizioniere Johann Harrasser divenne il nuovo proprietario e grazie alle sue conoscenze del commercio e contatti commerciali riuscì ad estendere la vendita del suo prodotto sia nell'Italia settentrionale (ad esempio nel Veneto), che oltre i confini dell'Impero (ad esempio in Germania). Ciò fu anche possibile grazie all'apertura della linea ferroviaria della Val Pusteria nel 1871.
Dopo la morte di Johann Harrasser nel 1882, l'azienda cambiò gestione e divenne la fabbrica dei fratelli Harrasser, che iniziarono un riammodernamento dell'intero impianto di produzione: dalla sala di cottura ad un nuovo edificio per la turbina. Grazie a ciò fu in grado di riuscire a produrre circa 60.000 ettolitri di birra all'anno, e iniziò a diffondersi la nomea della "birra di Dobbiaco". Addirittura il ben noto alpinista Paul Grohmann scrisse in un suo libro sulle Dolomiti di questa birra:

### Birrificio Landro

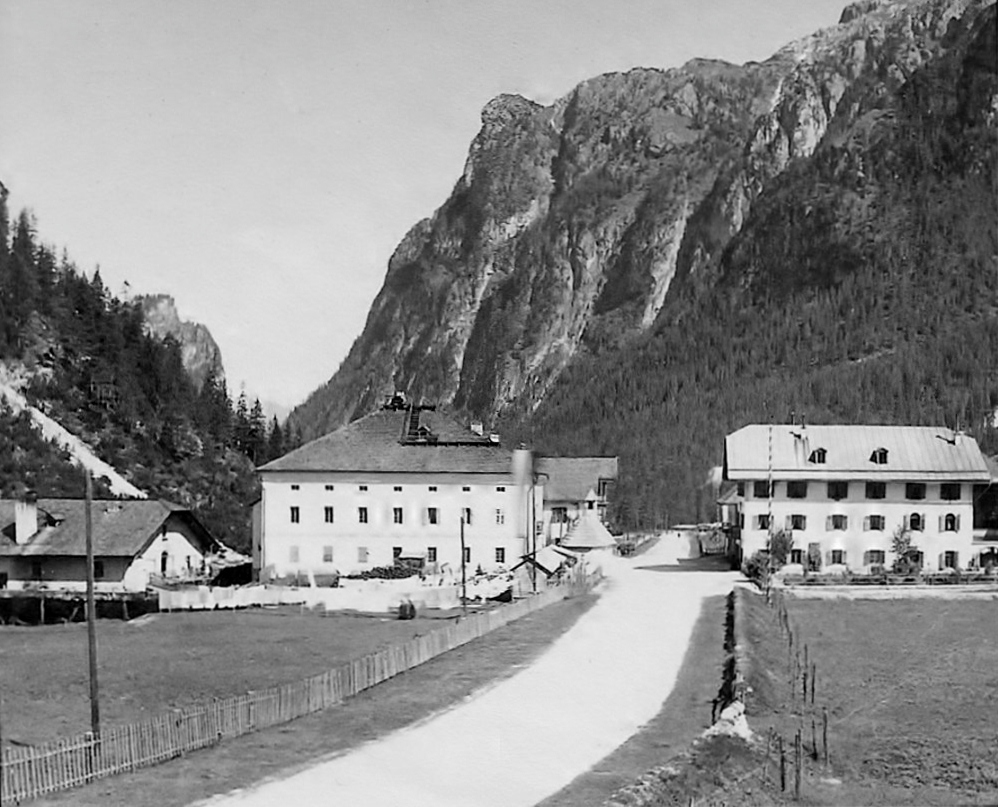
Il birrificio di Landro

Quasi in parallelo al birrificio Rienza, nel 1857 l'oste Josef Fink che possedeva un albergo presso Gratsch (oggi località Grazze), dopo aver comperato un terreno dal noto albergatore Josef Baur di fronte alla stazione postale presso la frazione di Landro, iniziò la costruzione di un nuovo birrificio. Anche qui già esisteva un mulino ad acqua ed una fucina per la macinazione del malto di cui, nonostante non fosse di loro proprietà, avevano il diritto esclusivo di utilizzo.
Nel 1862 Fink padre decide di cedere l'attività ai figli Johann e Josef, i quali però non riuscirono a condurre in maniera propria le attività principali del birrificio. Probabilmente a causa sia del costo elevato richiesto dal padre per l'inizio dell'attività, che alle non ottimali capacità sia tecniche che commerciali dei nuovi proprietari.
Fu così che uno dei maggiori creditori del birrificio fu lo spedizioniere di Villabassa Johann Harrasser, che nel 1867 divenne il proprietario del birrificio Rienza, decise di presentare un'istanza di pignoramento per il birrificio Fink di Landro nel 1871, e ne divenne a tutti gli effetti proprietario nel 1873. Harrasser si trovò così in possesso di due birrifici e decise di vendere quello di Landro nuovamente a Josef Baur il quale aveva intenzione di allargare il proprio albergo.

### Fine attività
Purtroppo negli anni della prima guerra mondiale la produzione della birra dovette arrestarsi, sia per la mancanza delle materie prime, ma anche per la chiamata alle armi dei lavoratori. Oltretutto, la stessa birreria Rienza fu bombardata dall'artiglieria italiana nella primavera del 1915, dove morirono due operai. Dopo la vittoria italiana e lo smembramento dell'impero austro-ungarico, dovuto al Trattato di Saint-Germain-en-Laye, i nuovi confini imposero alla Dobbiaco italiana una perdita di una sua grande parte di mercato.